# Dream 11
O Dream 11: Feather Weight Grand Prix 2009 Final Round foi um evento de MMA da série DREAM promovido pela Fighting and Entertainment Group(FEG), no dia 06 de outubro de 2009. 
Alem do GP dos Penas, o evento teve as semi-finais do GP Sulper Hulk 2009, e a defesa de título dos leves entre Joachim Hansen vs. Shinya Aoki.

## Confrontos

### Luta reserva Grand Prix dos Penas 2009
- Kazuyuki Miyata vs.  Dj Taiki

Miyata vence por decisão Unanime.

### Semi Finais Grand Prix dos penas 2009
- Hiroyuki Takaya vs.  Hideo Tokoro

Takaya vence por TKO (Socos) aos 0:32 do 2º Round.
- Bibiano Fernandes vs.  Joe Warren

Fernandes vence por submission (Chave de braço) aos 0:42 do 1º Round.

### Semi Finais Super Hulk Grand Prix 2009
- Ikuhisa Minowa vs.  Hong Man Choi

Minowa vence por submission (Chave de calcanhar) a 1:27 do 2º Round.
- Rameau Thierry Sokoudjou vs.  Bob Sapp

Sokoudjou vence por TKO (Socos) a 1:31 do 1º Round.

### Confronto de Pesos Leves
- Tatsuya Kawajiri vs.  Melchor Manibusan

Kawajiri vence por TKO (Socos) aos 3:48 do 1º Round.

### Confronto dos Médios
- Kazushi Sakuraba vs.  Rubin Williams

Sakuraba vence por submission (Kimura) aos 2:53 do 1º Round.

### Confronto pelo Título dos leves
- Joachim Hansen (c) vs.  Shinya Aoki

Aoki vence por submission (Chave de braço) aos 4:56 do 2º Round para se tornar o novo Campeão Peso Leve do DREAM.

### Final Grand Prix dos Penas 2009
- Hiroyuki Takaya vs.  Bibiano Fernandes

Fernandes vence por decisão dividida para se tornar o Primeiro Campeão Peso Pena do DREAM.